# Macroglossinae (lépidoptère)
Pour les articles homonymes, voir Macroglossinae.
Sous-famille
Les Macroglossinae sont une sous-famille de lépidoptères (papillons) de la famille des Sphingidae.
Décrite en 1839 par l'entomologiste américain Thaddeus William Harris, elle se compose de trois tribus, dons certaines sont divisées en sous-tribus[réf. souhaitée] : 
- Tribu des Dilophonotini Burmeister, 1878
  - Sous-tribu des Dilophonotina Burmeister, 1878
  - Sous-tribu des Hemarina Tutt, 1902

- Tribu des Macroglossini Harris, 1839
  - Sous-tribu des Choerocampina Grote & Robinson, 1865
  - Sous-tribu des Macroglossina Harris, 1839

- Tribu des Philampelini Burmeister, 1878